# 랑그도크

랑그도크

랑그도크(프랑스어: Languedoc, 오크어: Lengadòc)는 앙시앵 레짐 시대 프랑스 남부에 있던 프로뱅스(province)의 이름으로 중심 도시는 툴루즈이다. 오늘날 프랑스의 옥시타니 레지옹의 일부이다.

## 같이 보기
- 랑그도크루시용
- 미디피레네
- 옥시타니아